# Associazione Sportiva Reggina 1981-1982
Questa pagina raccoglie i dati riguardanti l'Associazione Sportiva Reggina nella stagione 1981-1982.

## Stagione
La squadra, allenata da Gaetano Salvemini, ha concluso il girone B della Serie C1 1981-1982 al decimo posto.
Sponsor della stagione fu la concessionaria Peugeot Talbot F.lli Frascati.

## Rosa
| N. |                   | Ruolo | Calciatore          |
| -- | ----------------- | ----- | ------------------- |
| -  | Italia (bandiera) | P     | Giorgio Nasuelli    |
| -  | Italia (bandiera) | P     | Antonio Vettore     |
| -  | Italia (bandiera) | D     | Giancarlo Olivotto  |
| -  | Italia (bandiera) | D     | Felice Garzilli     |
| -  | Italia (bandiera) | D     | Flavio Destro       |
| -  | Italia (bandiera) | D     | Maurizio Longobardo |
| -  | Italia (bandiera) | C     | Ignazio Arcoleo     |
| -  | Italia (bandiera) | D     | Giampiero Rocco     |
| -  | Italia (bandiera) | C     | Giancarlo Camolese  |
| -  | Italia (bandiera) | A     | Giorgio Tomba       |
| -  | Italia (bandiera) | C     | Luciano Vescovi     |

| N. |                   | Ruolo | Calciatore          |
| -- | ----------------- | ----- | ------------------- |
| -  | Italia (bandiera) | C     | Giuseppe De Biase   |
| -  | Italia (bandiera) | A     | Diego Spinella      |
| -  | Italia (bandiera) | A     | Nicola Coppola      |
| -  | Italia (bandiera) | C     | Pier Paolo Scarrone |
| -  | Italia (bandiera) | A     | Marco Piga          |
| -  | Italia (bandiera) | D     | Pietro Mario Matà   |
| -  | Italia (bandiera) | C     | Gaudenzio Colla     |
| -  | Italia (bandiera) | C     | Cesare Maestroni    |
| -  | Italia (bandiera) | D     | Luigi Tarallo       |
| -  | Italia (bandiera) | D     | Maurizio Re         |
| -  | Italia (bandiera) | D     | Domenico Salciccia  |
| -  | Italia (bandiera) | C     | Stefano Donetti     |
| -  | Italia (bandiera) | A     | Paolo Piras         |

## Risultati

### Campionato

#### Girone di andata
| 20 settembre 1981 1ª giornata | Reggina | 1 – 0 | Casertana |  |

| 27 settembre 1981 2ª giornata | Paganese | 1 – 0 | Reggina |  |

| 4 ottobre 1981 3ª giornata | Reggina | 1 – 0 | Latina |  |

| 11 ottobre 1981 4ª giornata | Reggina | 1 – 0 | Campania |  |

| 18 ottobre 1981 5ª giornata | Arezzo | 1 – 0 | Reggina |  |

| 25 ottobre 1981 6ª giornata | Reggina | 4 – 1 | Francavilla |  |

| 1º novembre 1981 7ª giornata | Giulianova | 1 – 0 | Reggina |  |

| 8 novembre 1981 8ª giornata | Reggina | 1 – 0 | Virtus Casarano |  |

| 15 novembre 1981 9ª giornata | Benevento | 1 – 1 | Reggina |  |

| 22 novembre 1981 10ª giornata | Reggina | 1 – 0 | Rende |  |

| 29 novembre 1981 11ª giornata | Ternana | 0 – 0 | Reggina |  |

| 6 dicembre 1981 12ª giornata | Civitanovese | 1 – 1 | Reggina |  |

| 13 dicembre 1981 13ª giornata | Reggina | 2 – 1 | Nocerina |  |

| 20 dicembre 1981 14ª giornata | Taranto | 2 – 0 | Reggina |  |

| 3 gennaio 1982 15ª giornata | Reggina | 2 – 0 | Livorno |  |

| 10 gennaio 1981 16ª giornata | Salernitana | 0 – 0 | Reggina |  |

| 17 gennaio 1981 17ª giornata | Reggina | 0 – 1 | Campobasso |  |

#### Girone di ritorno
| 24 gennaio 1982 18ª giornata | Casertana | 0 – 0 | Reggina |  |

| 31 gennaio 1982 19ª giornata | Reggina | 1 – 0 | Paganese |  |

| 7 febbraio 1982 20ª giornata | Latina | 1 – 1 | Reggina |  |

| 14 febbraio 1982 21ª giornata | Campania | 0 – 0 | Reggina |  |

| 21 febbraio 1982 22ª giornata | Reggina | 1 – 0 | Arezzo |  |

| 28 febbraio 1982 23ª giornata | Francavilla | 2 – 0 | Reggina |  |

| 7 marzo 1982 24ª giornata | Reggina | 0 – 2 | Giulianova |  |

| 21 marzo 1982 25ª giornata | Virtus Casarano | 1 – 0 | Reggina |  |

| 28 marzo 1982 26ª giornata | Reggina | 0 – 0 | Benevento |  |

| 4 aprile 1982 27ª giornata | Rende | 0 – 0 | Reggina |  |

| 18 aprile 1982 28ª giornata | Reggina | 0 – 0 | Ternana |  |

| 25 aprile 1982 29ª giornata | Reggina | 1 – 1 | Civitanovese |  |

| 2 maggio 1982 30ª giornata | Nocerina | 2 – 1 | Reggina |  |

| 9 maggio 1982 31ª giornata | Reggina | 1 – 1 | Taranto |  |

| 16 maggio 1982 32ª giornata | Livorno | 1 – 1 | Reggina |  |

| 23 maggio 1982 33ª giornata | Reggina | 0 – 1 | Salernitana |  |

| 30 maggio 1982 34ª giornata | Campobasso | 1 – 0 | Reggina |  |

## Piazzamenti
- Serie C1: 10º posto.